# Gheorghe Dumitru (rugby)
Gheorghe Dumitru (n. 31 ianuarie 1952, Hagieni, Constanța
) este un fost jucător de rugby român, care a devenit antrenor.
Și-a făcut debutul la echipa națională a României într-un meci de Cupa FIRA cu Spania în aprilie 1973. A contribuit la victorii istorice cu Franța în 1976 (15–12) și în 1980 (15–0), cu Țara Galilor în 1983 (24–6) și cu Scoția în 1984 (28–22). A purtat banderola căpitanului în 1978 și 1979 în turneele din Marea Britanie, câștigând de presa britanică porecla de „Căpitanul de pe Arms Park”. Alături de Mircea Paraschiv, a participat ca jucător-antrenor la prima ediției a Cupei Mondiale, în 1987. De-a lungul carierei, a strâns 68 de selecții pentru „Stejarii” și a marcat 12 de puncte, înscriind trei eseuri.
Și-a petrecut mare parte din carieră la RCJ Farul Constanța, cu care a fost campion României. În sezonul 1989 s-a transferat la clubul bulgar Spartak Varna, cu care a câștigat campionatul și Cupa Bulgariei. În anul 1990 s-a alăturat ca jucător și antrenor secund clubului francez USA Limoges, care evolua în al doilea eșalon valoric. S-a retras în 1992, dar a continuat să continuat să joace pentru un club amator, Rugby Club Palaisien, care a botezat propriul stadion după numele său.

## Legături externe
- en  Statistice internaționale pe ESPN Scrum